# Paya Peulawi
Paya Peulawi is een bestuurslaag in het regentschap Aceh Timur van de provincie Atjeh, Indonesië. Paya Peulawi telt 676 inwoners (volkstelling 2010).